# ViaTOLL

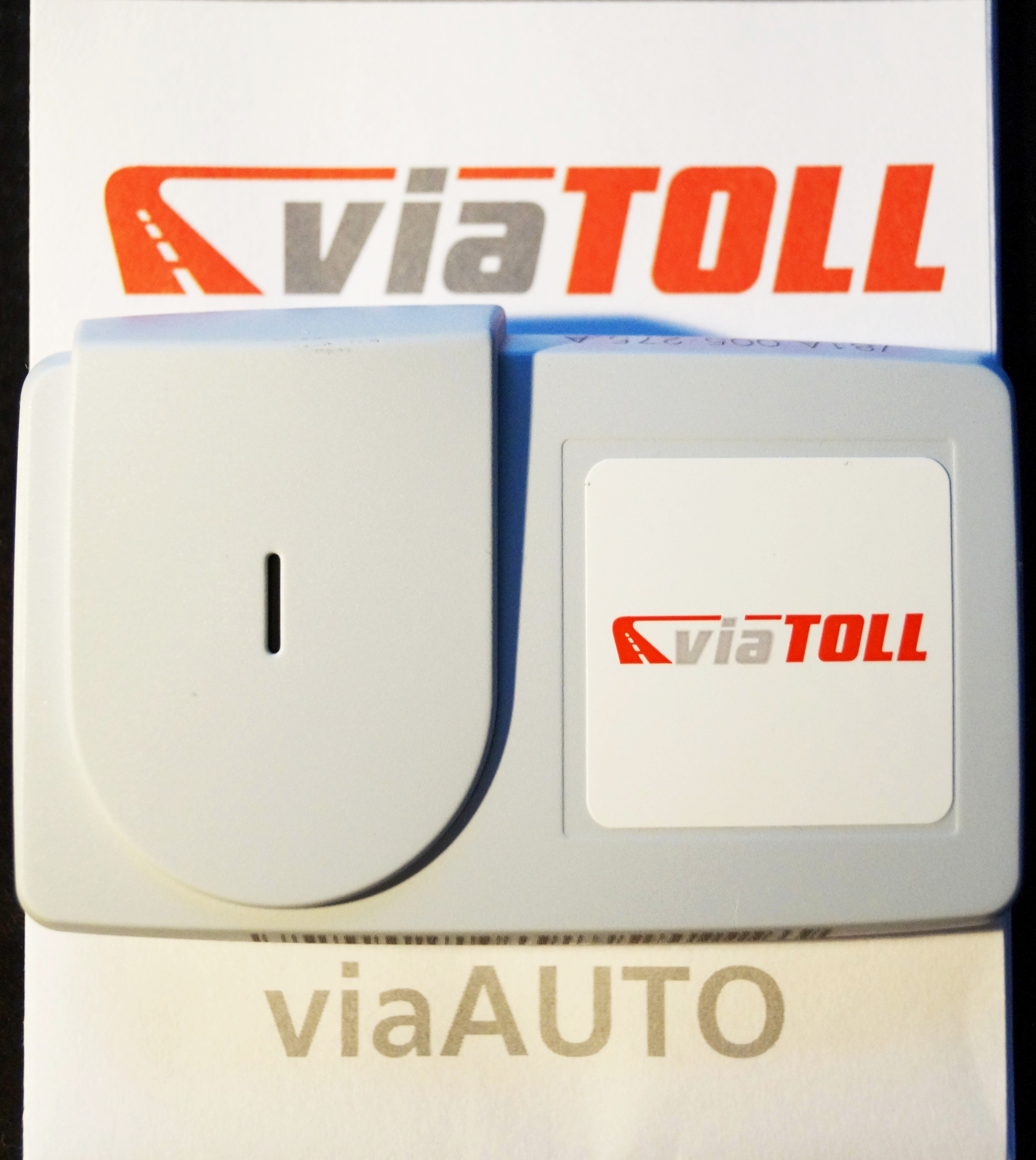
Urządzenie viaAUTO montowane w pojazdach o dopuszczalnej masie całkowitej poniżej 3,5 tony

Znak informacyjny D-39a

Znak T-34 informujący o poborze elektronicznym

viaTOLL (e-myto) – elektroniczny system poboru opłat za przejazd drogami krajowymi, działający w Polsce w latach 2011–2021. Opłata pobierana była na wybranych odcinkach dróg a zasilała Krajowy Fundusz Drogowy. Opłacie podlegały pojazdy samochodowe lub zespoły pojazdów o dopuszczalnej masie całkowitej powyżej 3,5 tony oraz autobusy niezależnie od dopuszczalnej masy całkowitej. Właściciele pozostałych pojazdów mogli dobrowolnie przystąpić do systemu i regulować należności bezobsługowo zamiast płatności ręcznych w miejscach poboru opłat na autostradach płatnych. Na system składały się bramy oraz urządzenia (zwane viaBOX oraz viaAUTO) umieszczone w pojazdach. Operatorami systemu zostali operatorzy kart paliwowych DKV i UTA, dzięki którym zaistniała możliwość dokonywania opłat drogowych również za przejazdy w innych państwach. Wybrany system typu DSRC funkcjonował w oparciu o wydzieloną łączność radiową krótkiego zasięgu w pasmie 5,8 GHz.
Formalnie 1 lipca 2011 ViaTOLL zastąpił funkcjonujące od 1998 r. pobieranie opłat za pomocą kart opłaty drogowej (od 2006 r. dodatkowo w postaci winiet), jego budowę w drodze przetargu powierzono austriackiej firmie Kapsch. Nie zdążyła ona jednak na czas podłączyć wszystkich urządzeń naliczających samochodom przejechane kilometry do systemu informatycznego, w związku z czym faktycznie system zaczął funkcjonować 3 lipca 2011. Za opóźnienie firma musiała zapłacić karę umowną. 28 marca 2011 gotowe były zaledwie 2 bramowice z 430 planowanych do uruchomienia. Koszt budowy systemu wyniósł 4,9 mld zł. W pierwszej fazie wdrażania do systemu włączono 649 km autostrad, 554 km dróg ekspresowych i 370 km dróg krajowych. W 2014 r. systemem miało być objętych 2880 km autostrad i dróg ekspresowych. Brak uiszczenia opłaty skutkował karą, której wysokość w 2011 r. ustalono na 3 tys. zł. O połowę niższą karę ustalono dla przypadków fałszywych deklaracji norm emisji spalin, czy dmc.
Wysokość opłat uzależniona była od:
- kategorii drogi
- kategorii pojazdu (autobusy, samochody o dmc od 3,5 t do 12 t i powyżej 12 t)
- klasy emisji spalin Euro[4].

Opisywano przypadki, gdy system viaTOLL błędnie wskazywał, że kierowca przejechał pod którąś z bramek bez wymaganej opłaty lub kilkukrotnie zawyżał jej wysokość. Zdaniem rzeczniczki prasowej viaTOLL system działał dobrze, wykryto wady fabryczne jedynie w 1124 urządzeniach (na ponad 1,1 miliona rozdysponowanych), natomiast zdaniem reprezentanta jednej z kancelarii prawnych, broniącego ofiar wad systemu, dotychczas poszkodowanych mogło zostać już kilkanaście tysięcy kierowców. Problemem były także formalności związane z rejestracją w systemie (personel np. stacji paliw nie zawsze był w stanie udzielić prawidłowych wiadomości nt. wymaganych dokumentów, zwłaszcza w językach obcych), a także fizyczny brak urządzeń w punktach dystrybucyjnych.
Jednocześnie z uruchomieniem systemu firma Kapsch przekazała ITD 94 pojazdy do kontroli poboru opłat. Kontrole mogły być przeprowadzane również poza płatnymi odcinkami dróg.
W czasie wdrażania systemu krytyce poddano fakt obciążania opłatą wszystkich zespołów pojazdów o dmc powyżej 3,5 t, w tym samochodu dostawczego o dmc 3 t z przyczepą lekką 0,6 t (a więc zespołu, dla którego nie jest wymagana kategoria prawa jazdy B+E), samochodu osobowego z dużą przyczepą campingową czy lawetą pod łódź bez względu na fakt, czy pojazdy są ładowne, czy próżne; zwrócono też fakt na uciążliwość dokonywania rejestracji takich przypadków w ESPO, połączonej z udowodnieniem klasy Euro samochodu osobowego.
W 2014 r. dzięki systemowi pobrano opłaty w wysokości 1,42 mld zł. Wg szacunków GDDKIA, do 2018 r. wpływy Skarbu Państwa z tytułu opłat drogowych miały wynieść 23,6 mld zł (14,2 mld zł od ciężarówek i autobusów i 9,4 mld zł od samochodów osobowych na autostradach).
Z powodu zmiany zarządcy Krajowego Systemu Poboru Opłat w lipcu 2020 r. na I połowę czerwca 2021 r. zaplanowano zastąpienie viaTOLL nowym systemem poboru opłat, e-TOLL. E-TOLL wdrożono do użytku 24 czerwca 2021, natomiast do 30 września 2021 trwał okres przejściowy, podczas którego oba systemy działały równolegle. Ostatecznie wyłączenie systemu viaTOLL nastąpiło w nocy z 30 września 2021 na 1 października 2021.
Odpowiednikami systemu ViaTOLL w innych krajach były:
- Austria – urządzenia GO-Box(inne języki) (system DSRC)
- Białoruś – system BelToll[15]
- Czechy – system PREMID (system DSRC)
- Francja i Hiszpania – urządzenia UTA MultiBox (system DSRC)
- Niemcy – Toll Collect(inne języki) z urządzeniami OBU (system GPS/GSM)
- Rosja – system Platon[16]
- Słowacja – urządzenia OBU (system GPS/GSM)
- Słowenia – karta DARS
- Włochy – system VIA-Card i urządzenia TelePass (system DSRC)